# Vistara
Vistara era una aerolínea india con sede en Gurgaon y aeropuerto principal en Delhi. Era una alianza estratégica entre Tata Sons y Singapore Airlines. Comenzó operaciones el 9 de enero de 2015 con un vuelo de Delhi a Bombay. A partir de septiembre de 2015, la aerolínea vuela a 12 destinos en la India con una flota de aviones Airbus A320 y Boeing 737-800 , la aerolínea cesó sus operaciones el 12 de noviembre de 2024 fue absorbida por Air India, todos los aviones, empleados, y sitios web de vuelos fueron transferidos a Air India 
Vistara fue la primera aerolínea en introducir la clase económica premium en vuelos dentro de la India.

## Historia
Tata Sons y Singapore Airlines habían intentado crear una aerolínea india en los años 1990, pero el Gobierno de India negó su propuesta. Cuando el Gobierno empezó a permitir inversiones extranjeras de hasta 49%, los grupos otra vez se hicieron interesados en crear la aerolínea. Se lo imaginaron como una aerolínea premium para los viajeros de negocio, en un país dominado por aerolíneas de bajo costo.
Los grupos formaron una alianza estratégica, que aprobó el Consejo de Promoción de Inversión Extranjera en octubre de 2013. Singapore Airlines tiene una participación de 49% y Tata Sons tiene una de 51%. Esto es la segunda entrada importante de Tata Sons en el sector de la aviación, después de Tata Airlines (ahora Air India).
Se anunció el nombre de la aerolínea, Vistara, el 11 de agosto de 2014. Es de la palabra sánscrita Vistaar, que significa una «extensión ilimitada». El 16 de septiembre de 2015, Vistara recibió su Certificado de Operador Aéreo de la Dirección General de Aviación Civil.
La aerolínea inició operaciones el 9 de enero de 2015, con un vuelo de su centro de conexión Delhi a Mumbai. Se hizo la primera aerolínea doméstica en usar la nueva Terminal 2 del Aeropuerto Internacional Chhatrapati Shivaji de Mumbai.

## Flota

### Flota Actual
La flota de la aerolínea posee a octubre de 2024 una edad media de 3,9 años.

## Destinos
| Ciudad                         | Nombre del aeropuerto                               |
| Asia (35 destinos, 7 países)   | Asia (35 destinos, 7 países)                        |
| ------------------------------ | --------------------------------------------------- |
| India (29 destinos)            |                                                     |
| Ahmedabad                      | Aeropuerto Internacional Sardar Vallabhbhai Patel   |
| Amritsar                       | Aeropuerto Internacional Sri Guru Ram Dass Jee      |
| Bangalore                      | Aeropuerto Internacional Kempegowda                 |
| Benarés                        | Aeropuerto Internacional Lal Bahadur Shastri        |
| Bhubaneswar                    | Aeropuerto Biju Patnaik                             |
| Bombay                         | Aeropuerto Internacional Chhatrapati Shivaji        |
| Cochín                         | Aeropuerto Internacional de Cochín                  |
| Chandigarh                     | Aeropuerto de Chandigarh                            |
| Dehradun                       | Aeropuerto Jolly Grant                              |
| Delhi                          | Aeropuerto Internacional Indira Gandhi              |
| Dibrugarh                      | Aeropuerto de Dibrugarh                             |
| Goa                            | Aeropuerto Internacional de Goa                     |
| Guwahati                       | Aeropuerto Internacional Lokpriya Gopinath Bordoloi |
| Hyderabad                      | Aeropuerto Internacional Rajiv Gandhi               |
| Indore                         | Aeropuerto Devi Ahilyabai Holkar                    |
| Jammu                          | Aeropuerto de Jammu                                 |
| Jodhpur                        | Aeropuerto de Jodhpur                               |
| Khajuraho                      | Aeropuerto de Khajuraho                             |
| Leh                            | Aeropuerto Kushok Bakula Rimpochee                  |
| Lucknow                        | Aeropuerto Internacional Chaudhary Charan Singh     |
| Patna                          | Aeropuerto Jayaprakash Narayan                      |
| Port Blair                     | Aeropuerto Internacional Veer Savarkar              |
| Pune                           | Aeropuerto de Pune                                  |
| Raipur                         | Aeropuerto Swami Vivekananda                        |
| Ranchi                         | Aeropuerto Birsa Munda                              |
| Siliguri                       | Aeropuerto de Bagdogra                              |
| Srinagar                       | Aeropuerto de Srinagar                              |
| Thiruvananthapuram             | Aeropuerto Internacional de Trivandrum              |
| Udaipur                        | Aeropuerto Maharana Pratap                          |
| Catar (1 destion)              |                                                     |
| Doha                           | Aeropuerto Internacional Hamad                      |
| EAU (1 destino)                |                                                     |
| Dubái                          | Aeropuerto Internacional de Dubái                   |
| Nepal (1 destino)              |                                                     |
| Katmandú                       | Aeropuerto Internacional de Katmandú                |
| Singapur (1 destino)           |                                                     |
| Singapur                       | Aeropuerto Internacional de Singapur                |
| Sri Lanka (1 destino)          |                                                     |
| Colombo                        | Aeropuerto Internacional Bandaranaike               |
| Tailandia (1 destino)          |                                                     |
| Bangkok                        | Aeropuerto Internacional Suvarnabhumi               |
| Europa (12 destinos, 8 países) |                                                     |
| Alemania (2 destinos)          |                                                     |
| Berlín                         | Aeropuerto de Berlín-Brandeburgo Willy Brandt       |
| Fráncfort del Meno             | Aeropuerto de Fráncfort del Meno                    |
| España (2 destinos)            |                                                     |
| Barcelona                      | Aeropuerto Josep Tarradellas Barcelona-El Prat      |
| Madrid                         | Aeropuerto Adolfo Suárez Madrid-Barajas             |
| Francia (1 destino)            |                                                     |
| París                          | Aeropuerto de París-Charles de Gaulle               |
| Italia (2 destinos)            |                                                     |
| Milán                          | Aeropuerto de Milán-Malpensa                        |
| Roma                           | Aeropuerto de Roma-Fiumicino                        |
| Países Bajos (1 destino)       |                                                     |
| Ámsterdam                      | Aeropuerto de Ámsterdam-Schiphol                    |
| Portugal (1 destino)           |                                                     |
| Lisboa                         | Aeropuerto de Lisboa                                |
| Reino Unido (1 destino)        |                                                     |
| Londres                        | Aeropuerto de Londres-Heathrow                      |
| Suiza (2 destinos)             |                                                     |
| Ginebra                        | Aeropuerto Internacional de Ginebra                 |
| Zúrich                         | Aeropuerto de Zúrich                                |
| Turquía (1 destino)            |                                                     |
| Estambul                       | Aeropuerto de Estambul                              |